# Haplopelma robustum
Haplopelma robustum là một loài nhện trong họ Theraphosidae.
Loài này thuộc chi Haplopelma. Haplopelma robustum được Embrik Strand miêu tả năm 1907.